# United Express
United Express est le nom sous lequel plusieurs compagnies aériennes régionales américaines assurent des vols pour le compte de United Airlines.

## Destinations
Les compagnies de United Express relient différentes petites villes des États-Unis et du Canada aux plates-formes de correspondances de United Airlines. 

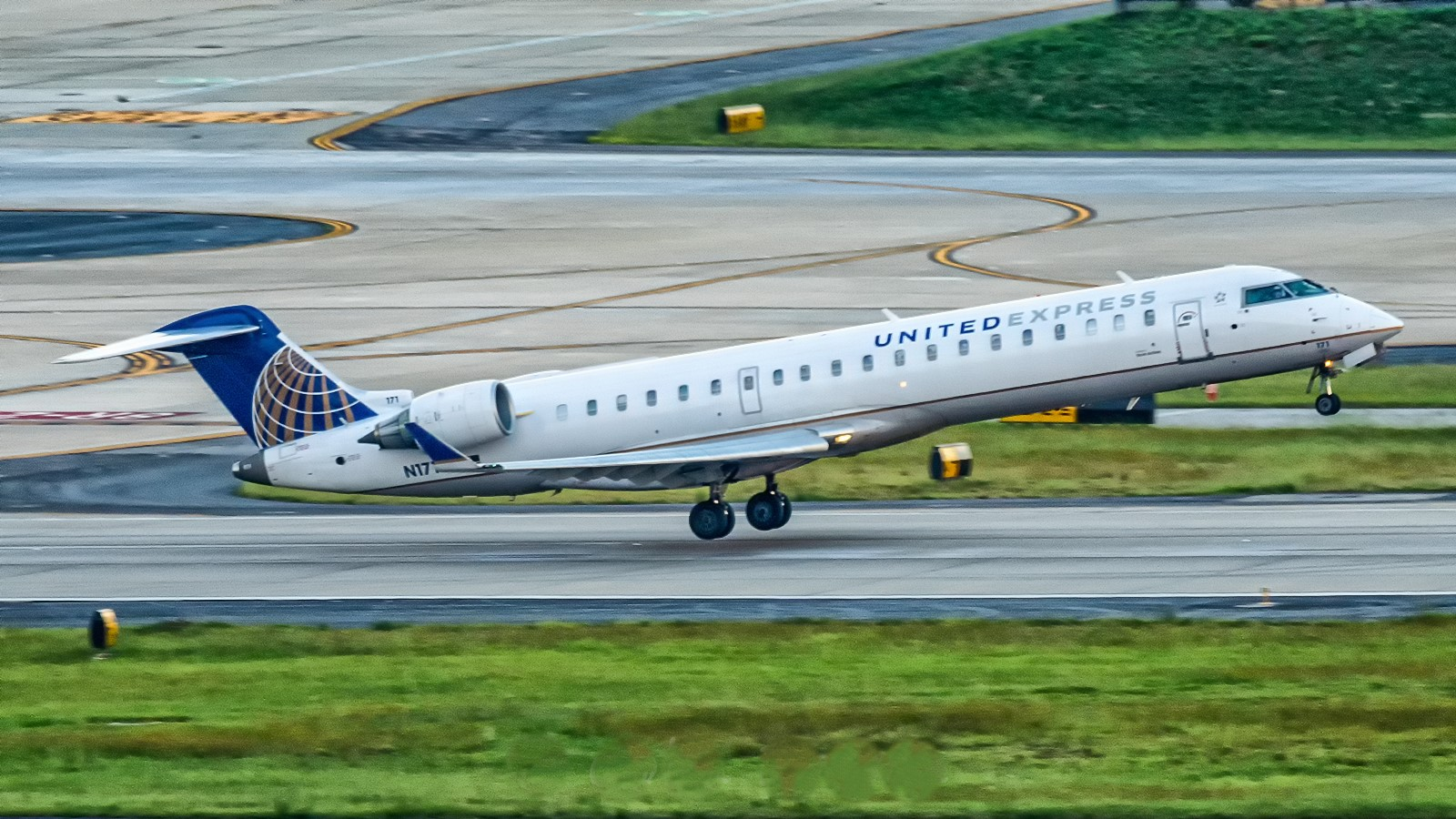
Un CRJ-700 de GoJet Airlines opérant pour United Express

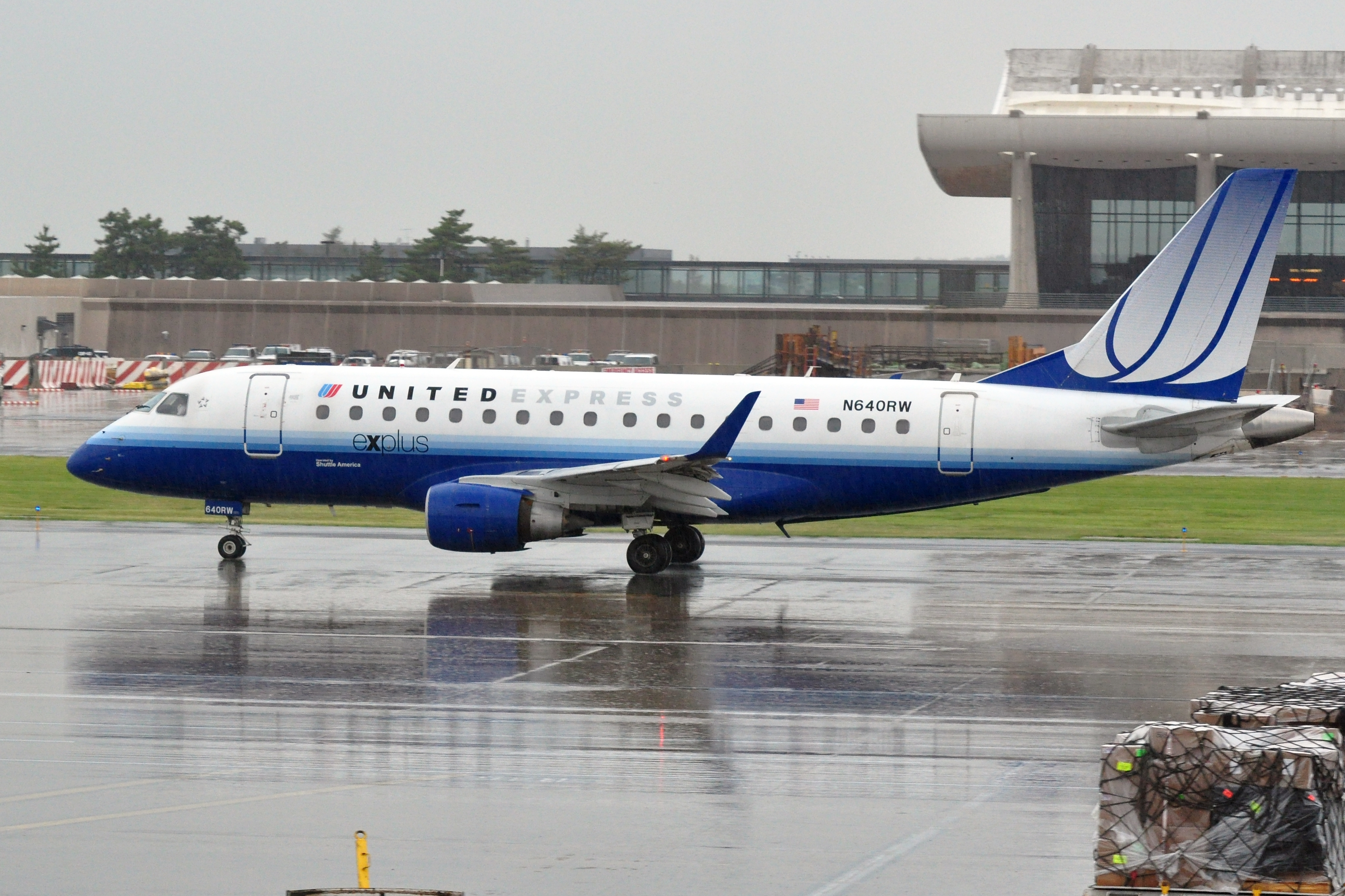
Un Embraer 170 de United Express arborant l'ancienne livrée

## Compagnies
En 2020, United Express rassemble les six compagnies régionales suivantes :

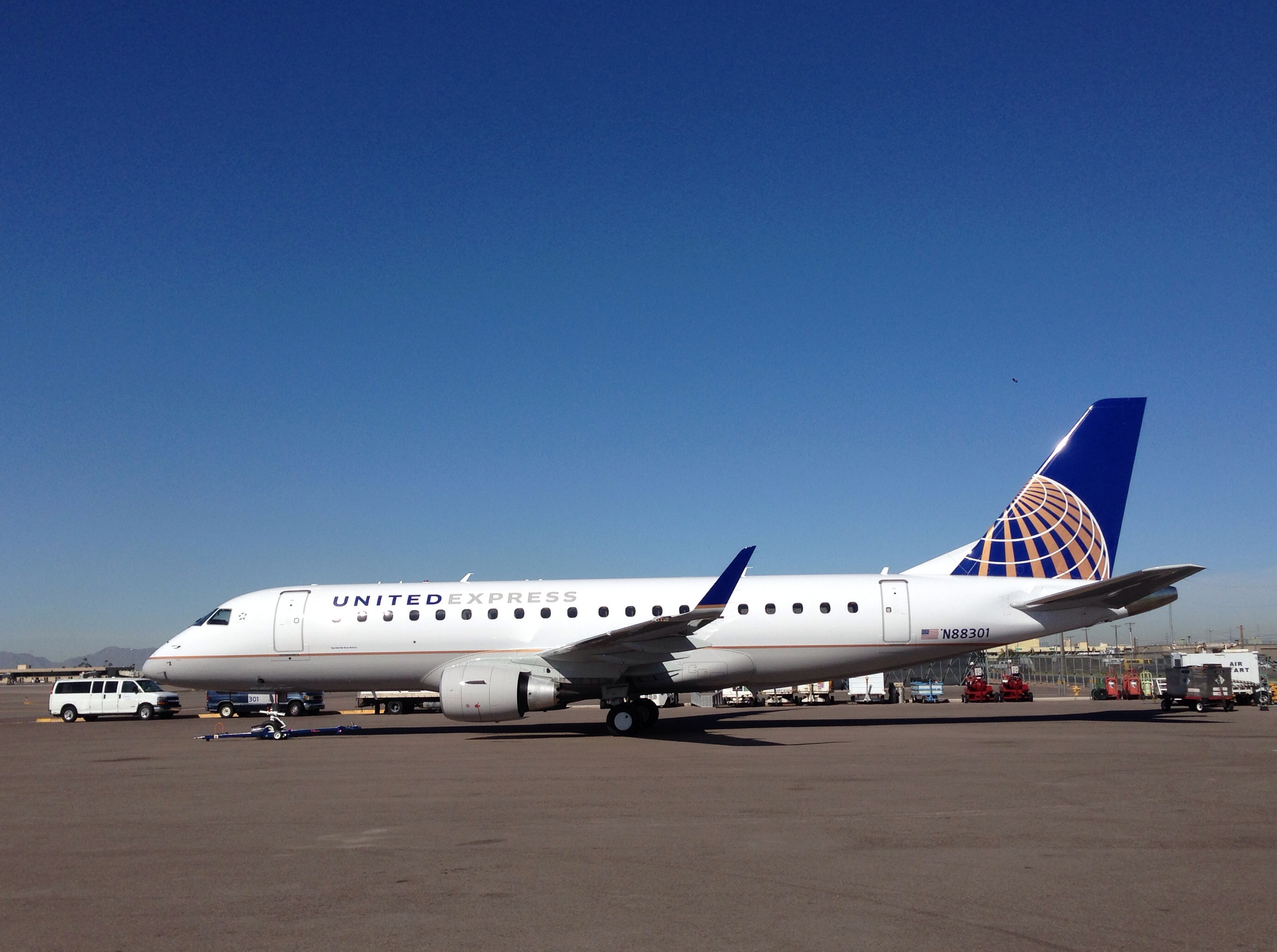
Premier Embraer 175 de United Express, exploité par Mesa Airlines

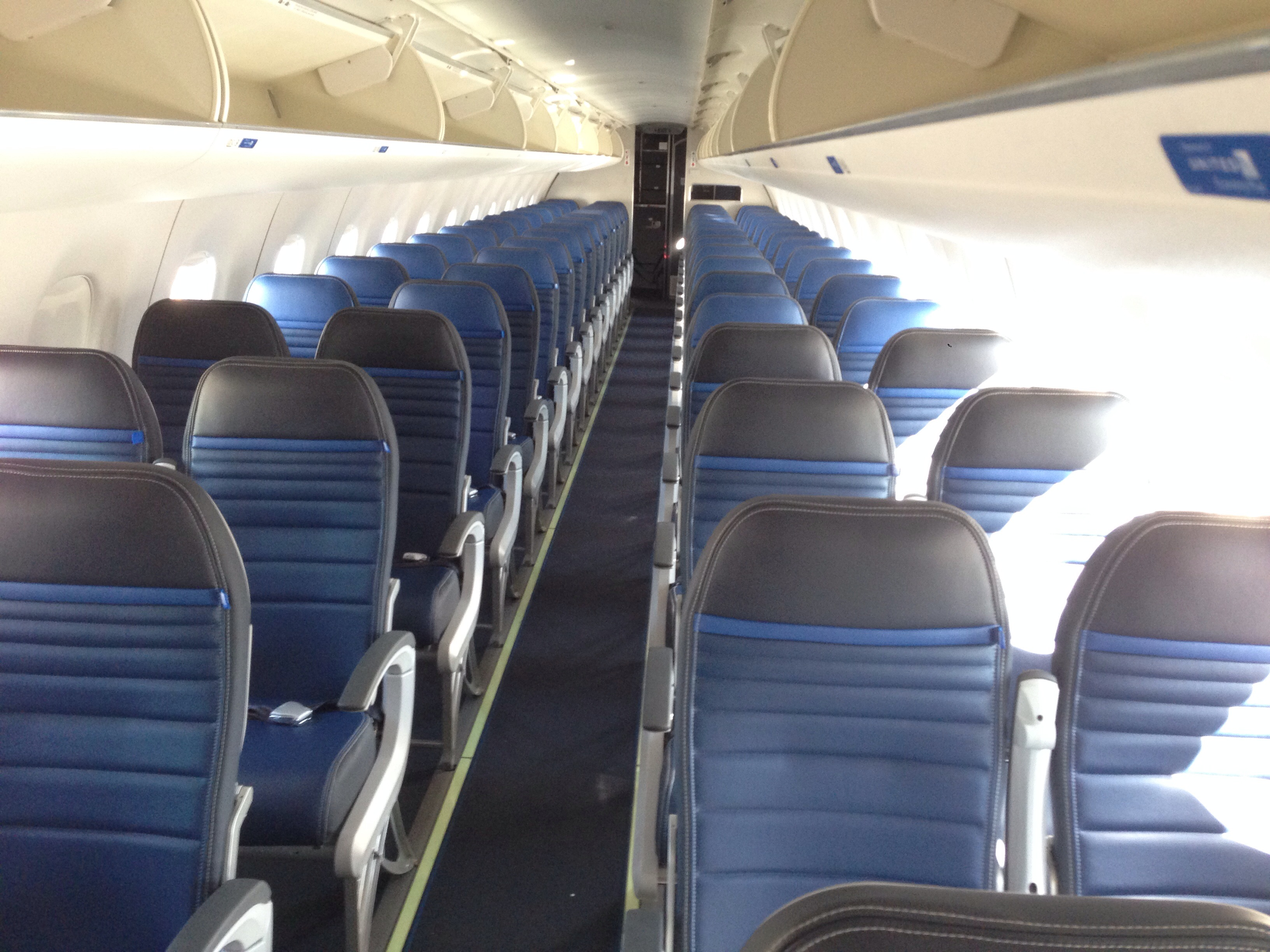
Cabine d'un Embraer 175 de United Express

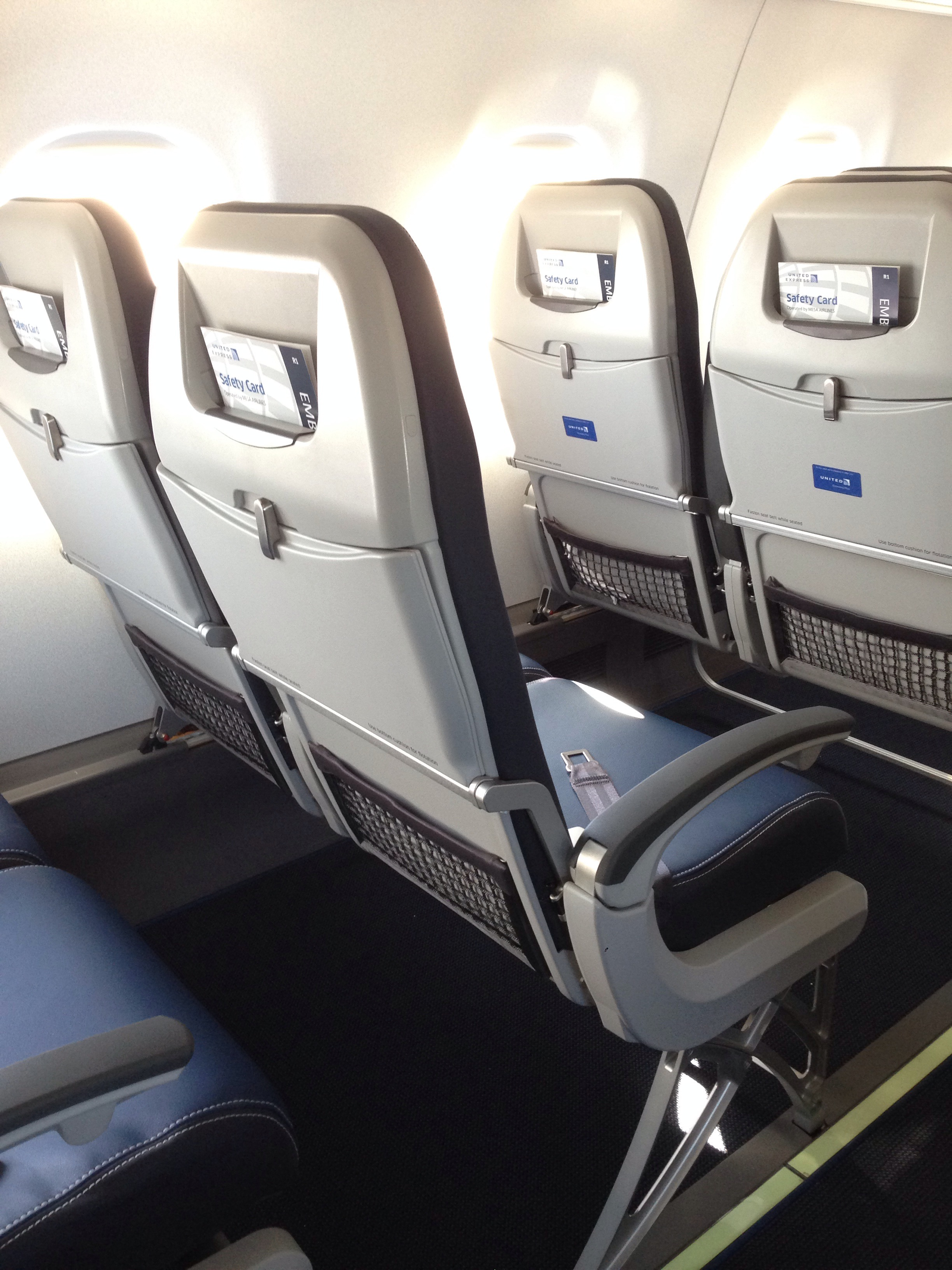
Sièges de l'Embraer 175

| - Air Wisconsin - CommutAir - GoJet Airlines | - Mesa Airlines - Republic Airlines - SkyWest Airlines |

### Anciens opérateurs
- ExpressJet Airlines (a cessé les opérations en 2020)

- Cape Air

- Trans States Airlines (a cessé les opérations en 2020)

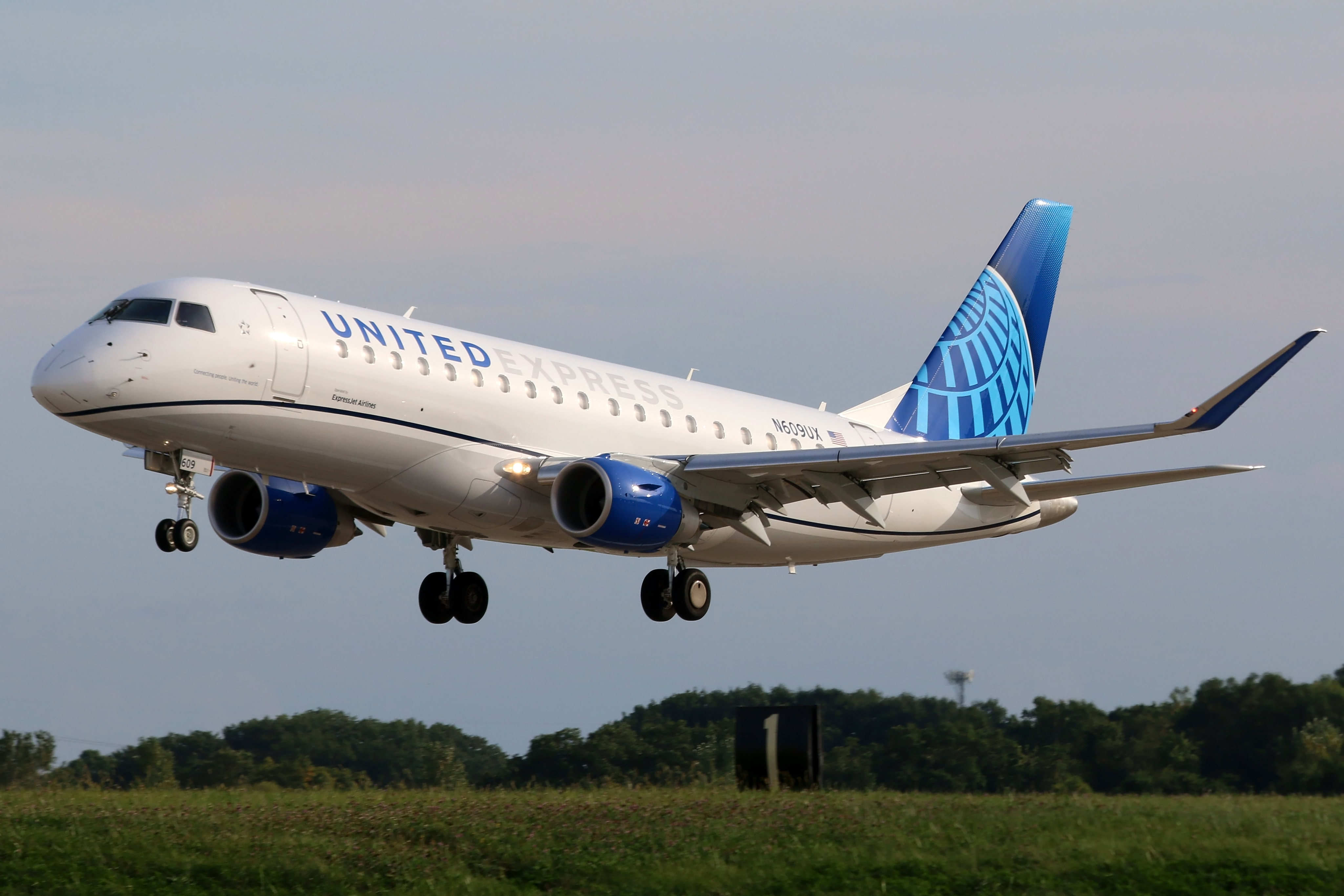
Embraer 175 avec la nouvelle livrée de la compagnie

## Flotte

### Flotte actuelle
En janvier 2025, United Express rassemble une flotte comportant les appareils suivants :

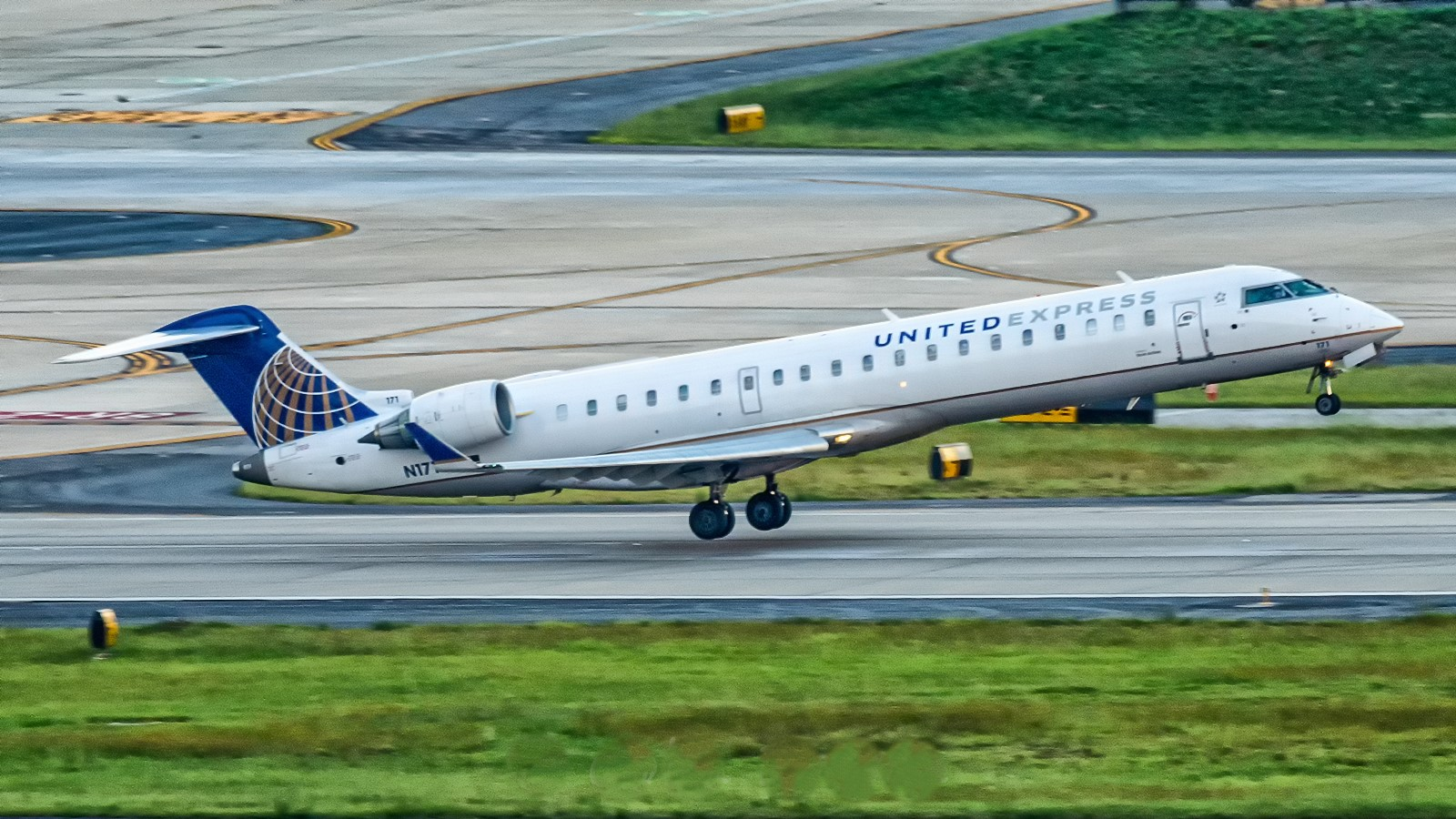
Un CRJ-700 de SkyWest opérant pour United Express
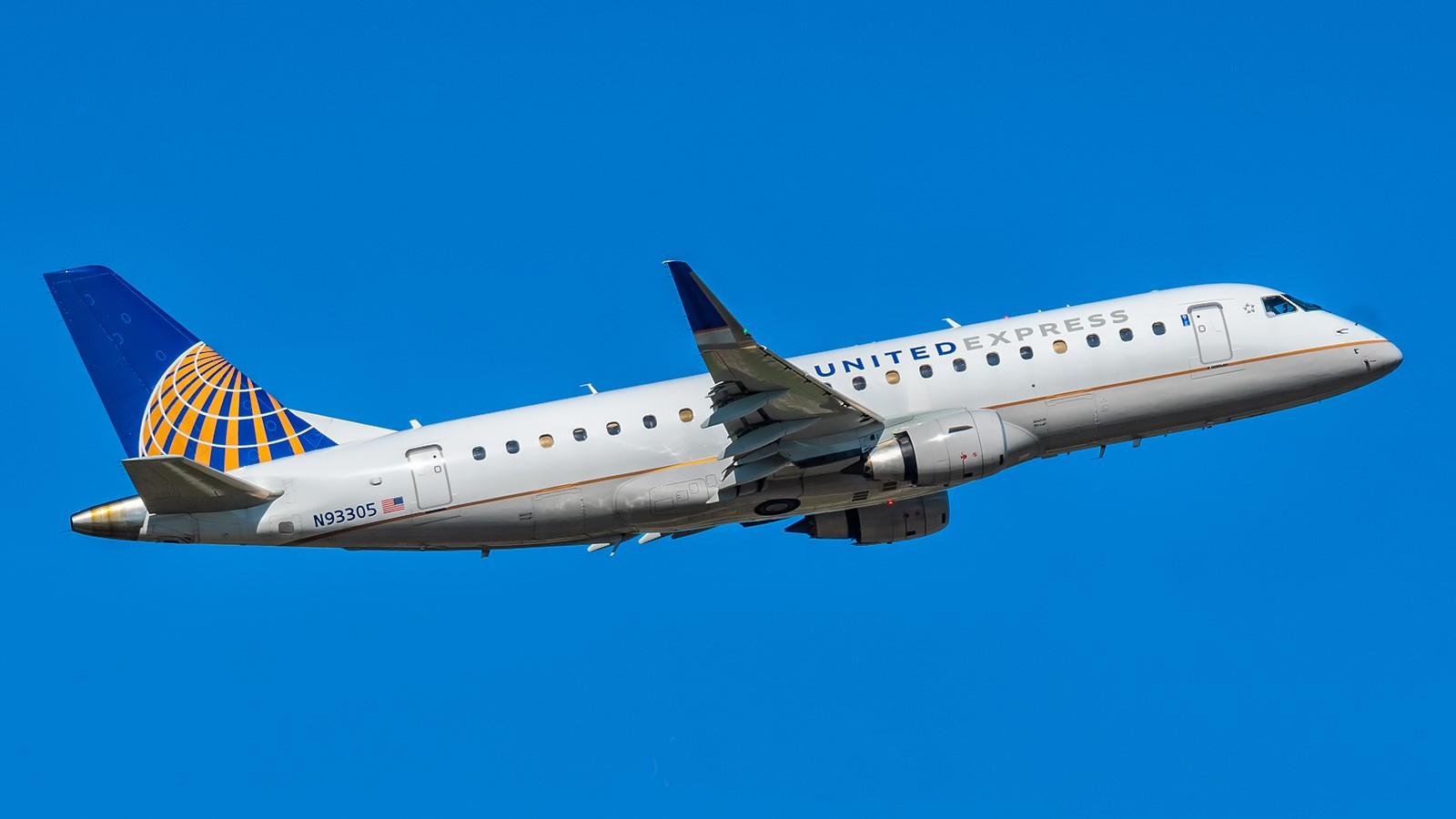
Embraer 175LR de Mesa AIrlines opérant pour United Express
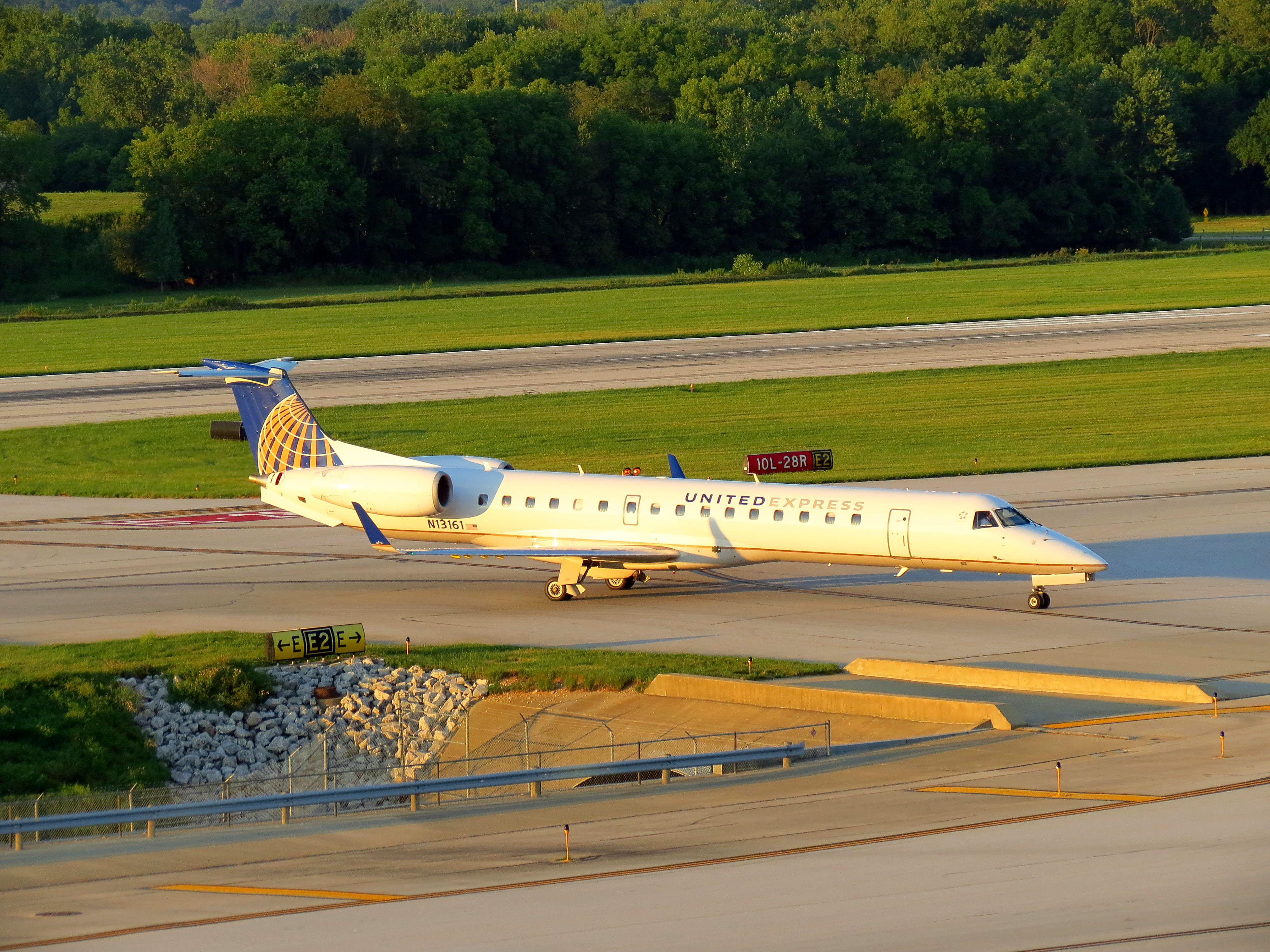
Un Embraer 145 d'ExpressJet volant pour le compte de United Express
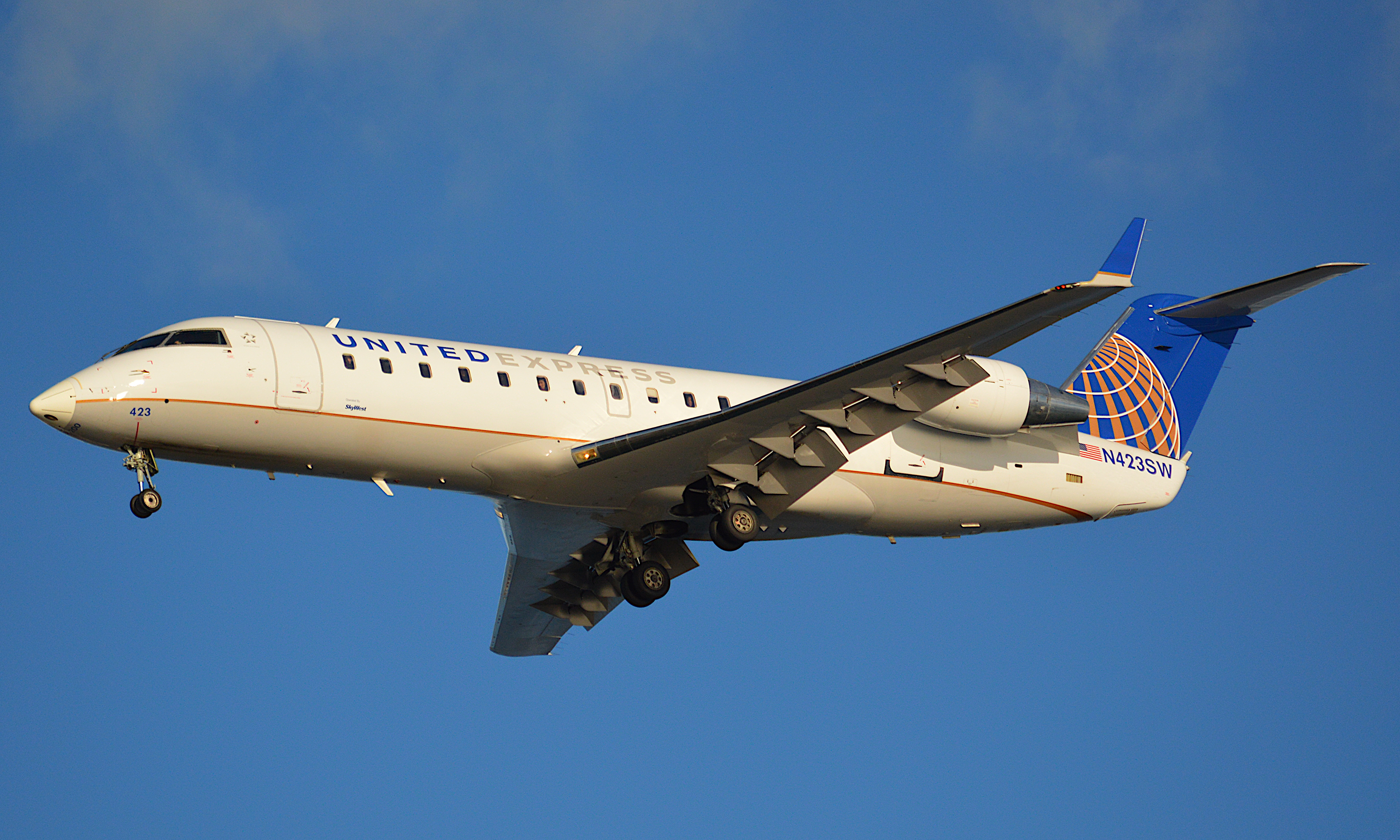
Un CRJ-200 de SkyWest en 2018 opérant pour United Express
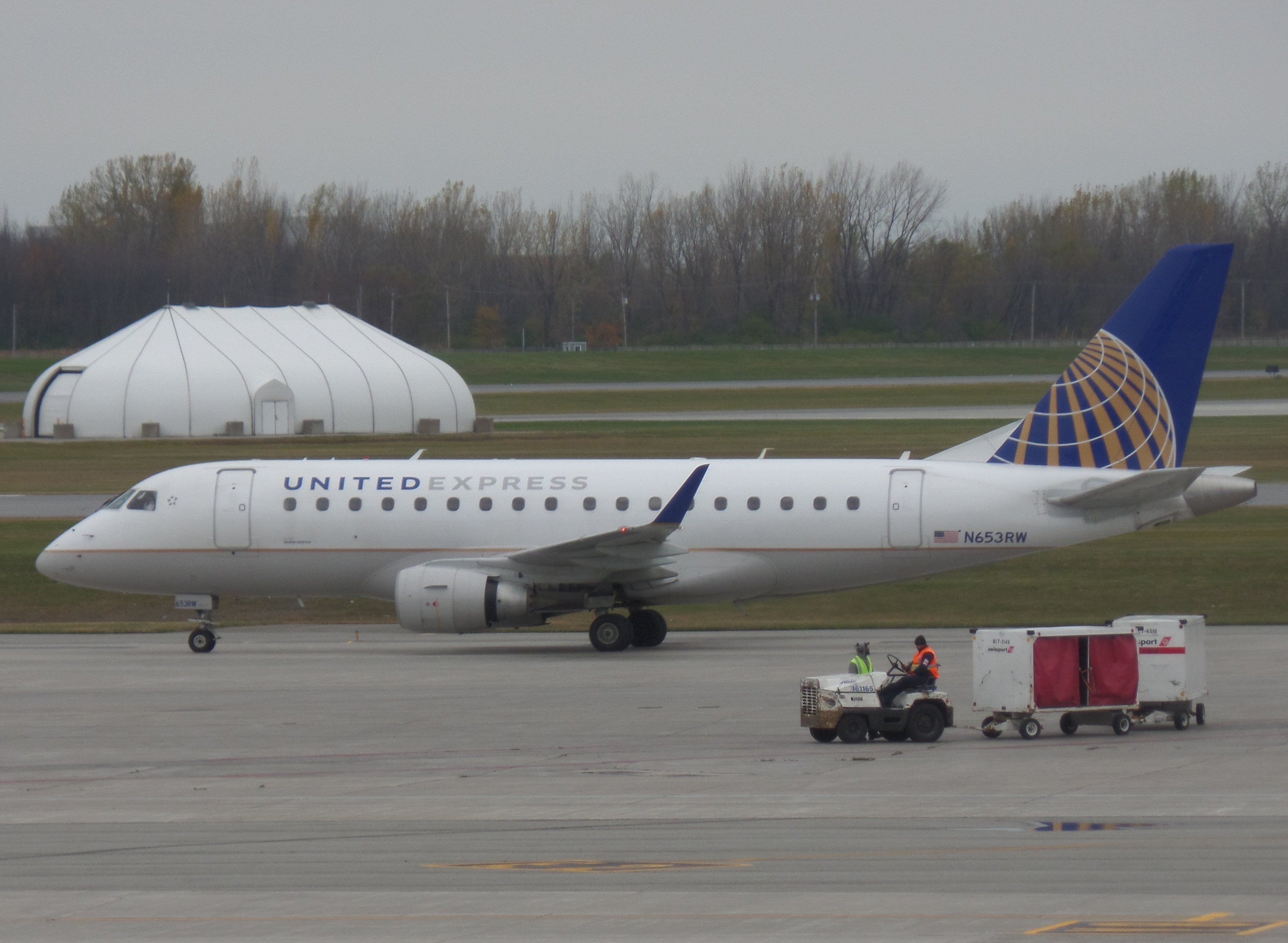
Un avion Embraer 170 de Republic Airlines opérant pour United Express

### Flotte historique
Par le passé, la compagnie a assuré ses vols grâce aux avions suivants, désormais retirés de la flotte :
- Embraer EMB 120ER
- ATR 42-300
- British Aerospace ATP
- Beechcraft 1900D
- De Havilland Canada DHC-8-102 Dash 8
- De Havilland Canada DHC8-202
- DHC-8-400 Dash 8Q
- JetStream 41
- Avro RJ85
- De Havilland Canada DHC-6 Twin Otter

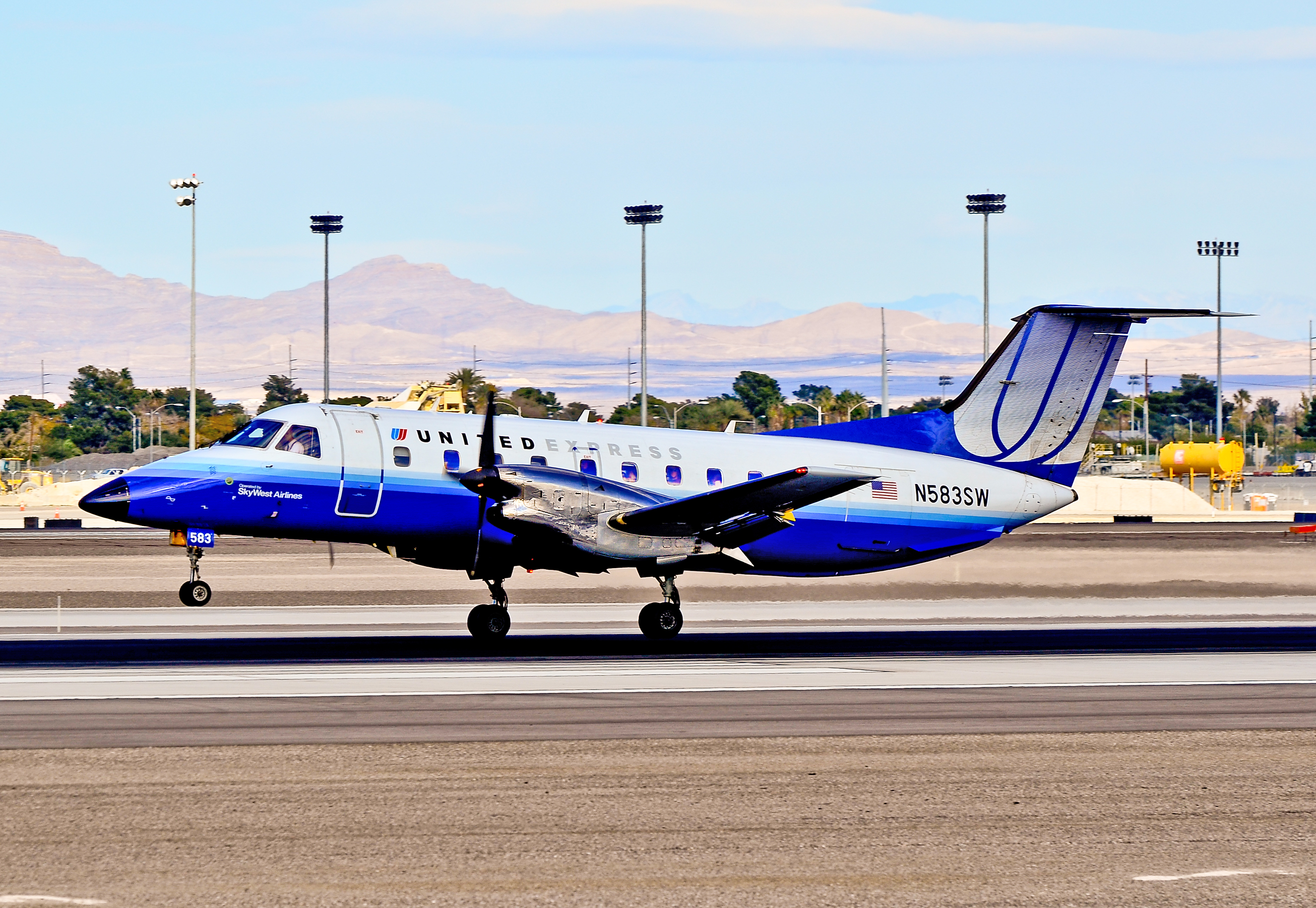
Embraer EMB-120ER
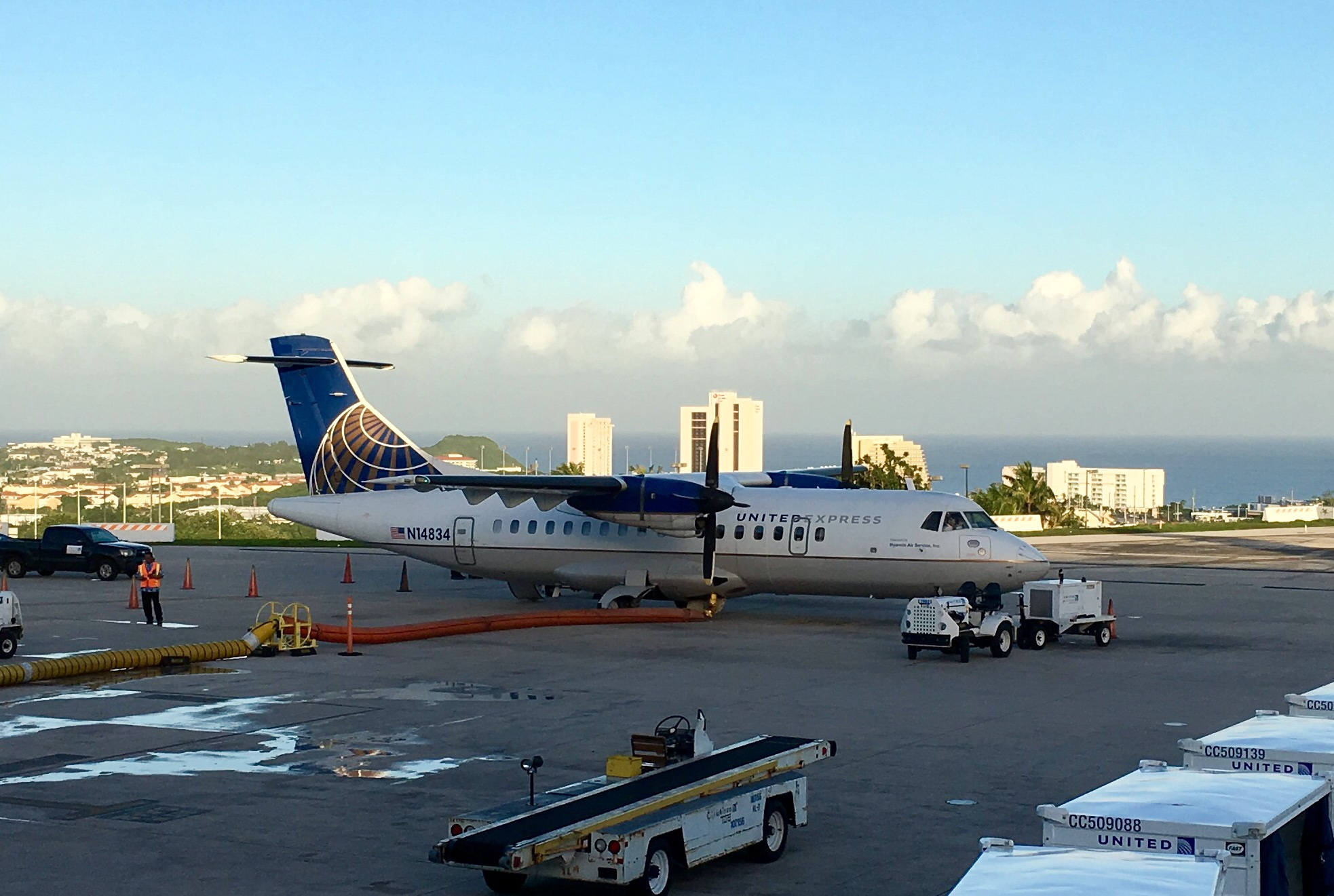
ATR 42-300 exploité par Cape Air
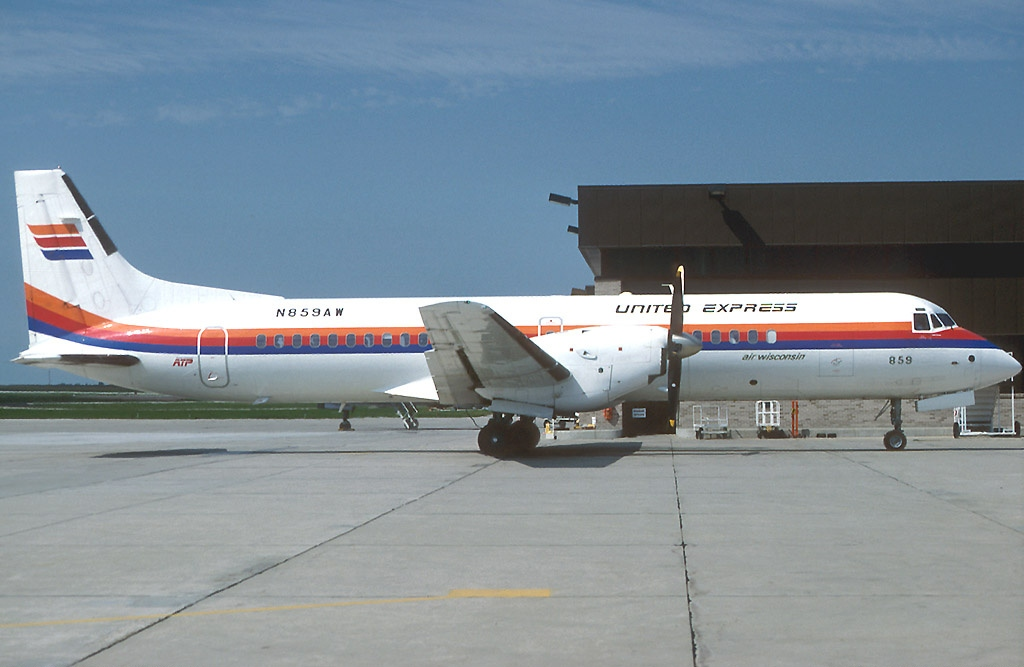
British Aerospace ATP, de United Express en 1991, exploité par Air Wisconsin
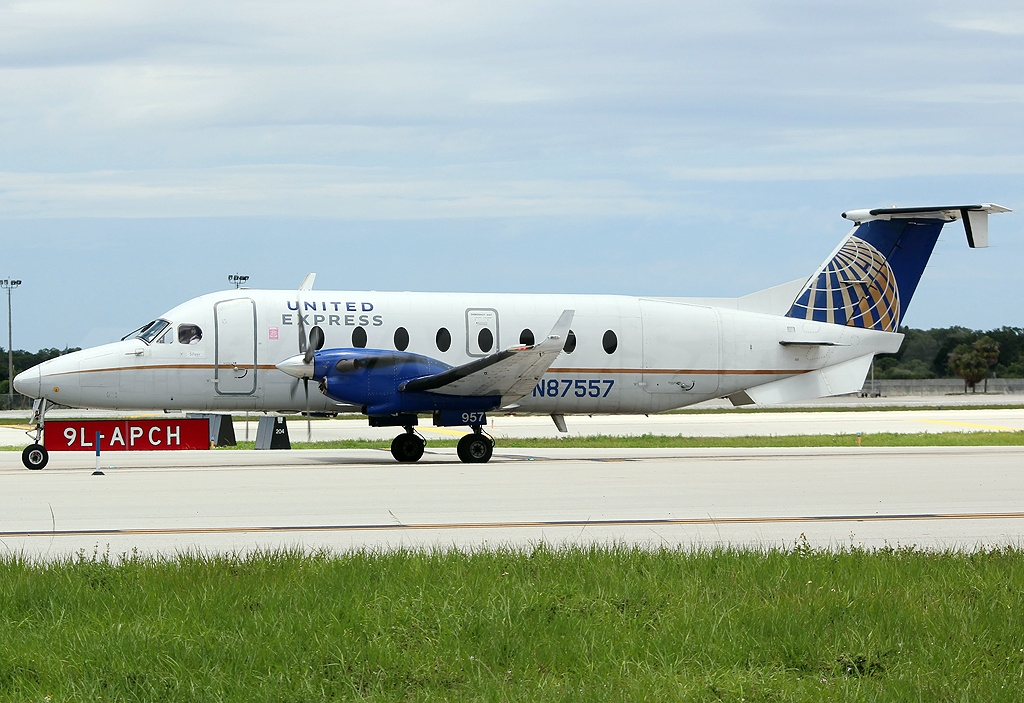
Beechcraft 1900D
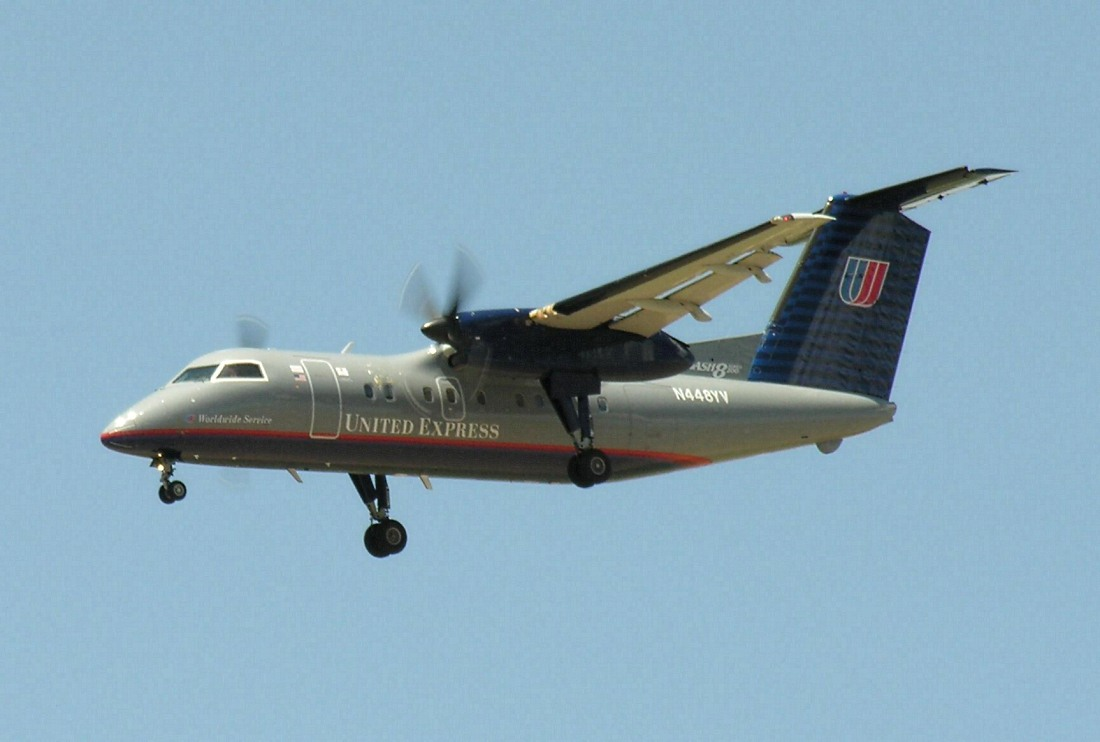
Dash 8-100

## Galerie

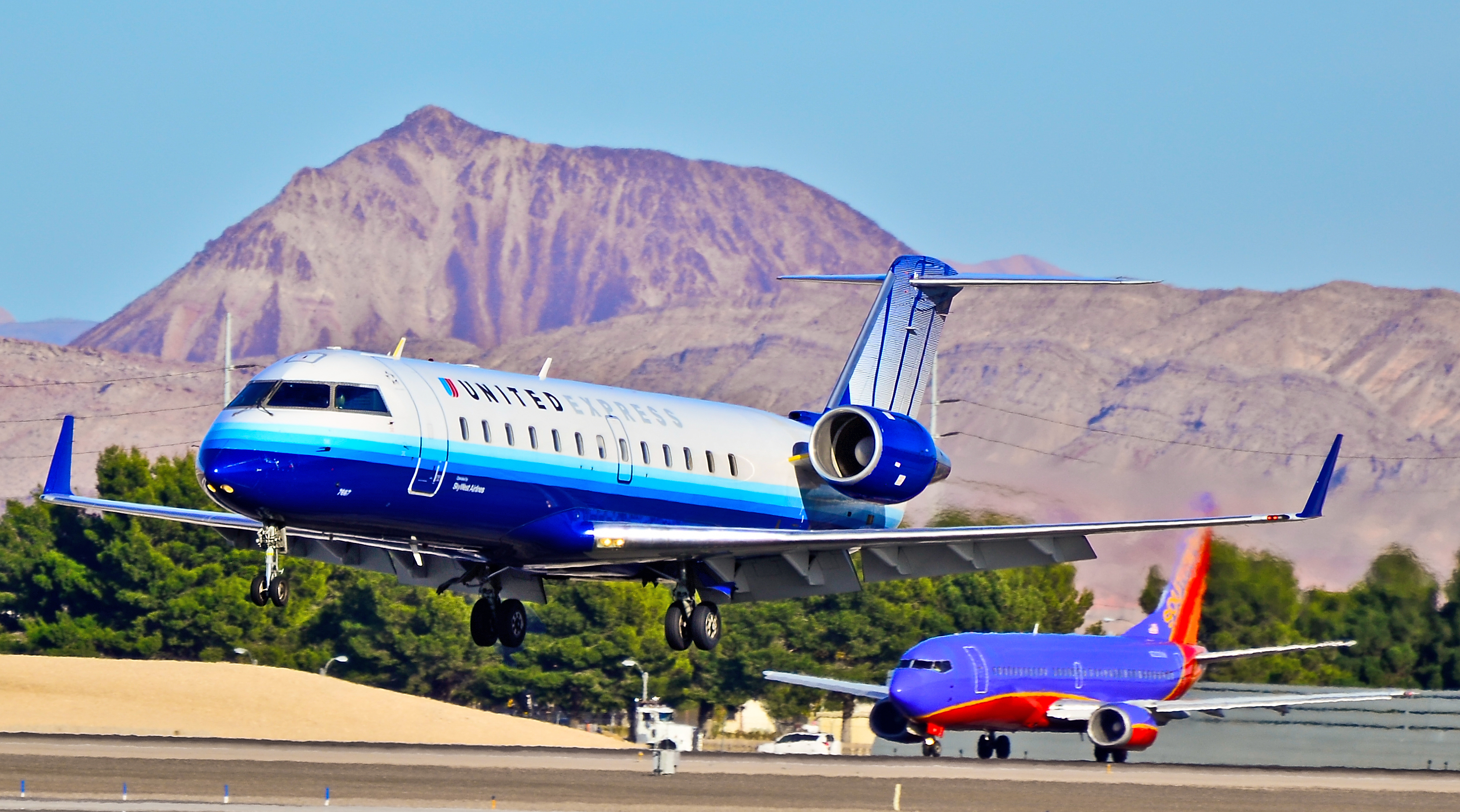
Canadair CL-600-2B19 Regional Jet CRJ-200ER (SkyWest Airlines)
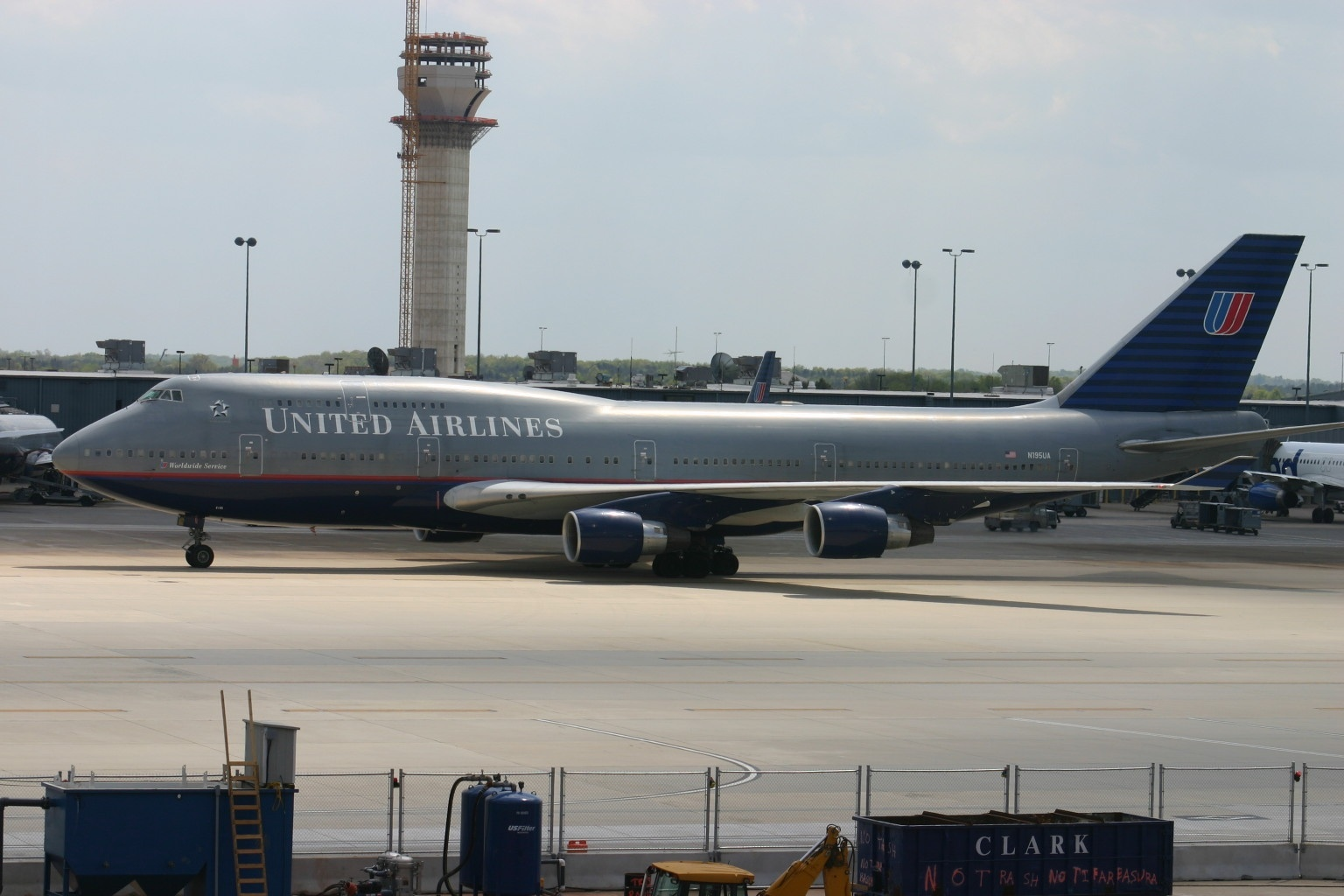
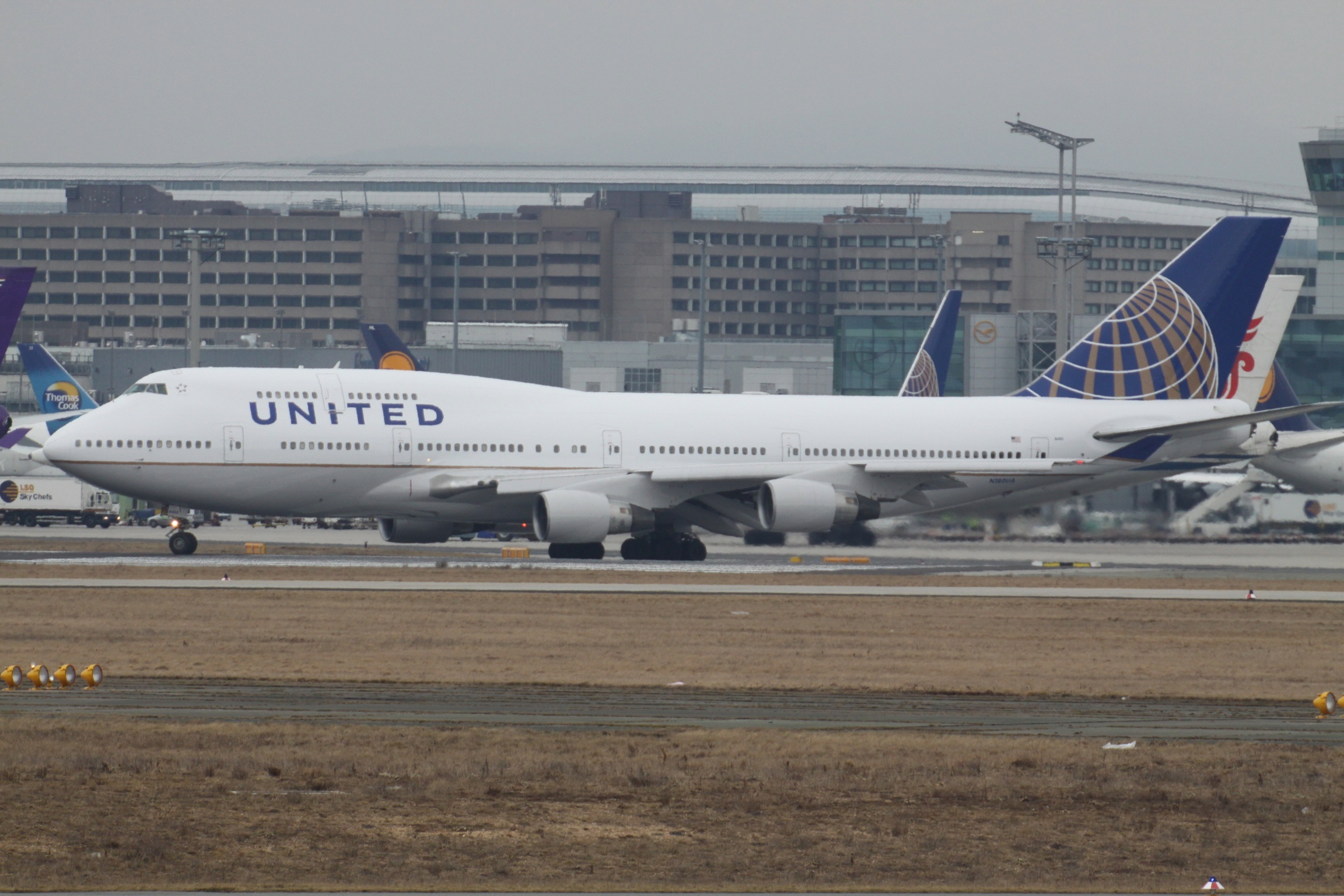